# ROGER
ROGER var en tøjforretning i Studiestræde i København, der solgte genbrugs- og designertøj, samt tilbehør. Den eksisterede fra 1977 til 2002.
Roger blev skabt af Roger Kalstrup og Jørn Grønbech, der ca. 1972 flyttede fra Oslo til København medbringende en større samling læderjakker. Snart indkøbte parret bl.a. brugte pels- og lædervarer, og oprettede et lager i Klareboderne, og efter et par mellemstationer åbnede de butik i Studiestræde 22. Hele idéen om at sælge genbrugstøj som mode var på det tidspunkt usædvanlig, og forretningen kom derfor hurtig på forkant med det danske modemiljø.[kilde mangler]
Omkring 1980 begyndte Roger tillige at indkøbe svensk militærtøj, samtidig med at butikken bl.a. samarbejdede med designerne Hjørdis Præstegaard og Ole Kofoed. Efter Kalstrups død i 1990 overtog Per Avsum medarbejderskabet i butikken. Roger lukkede i 2002.